# سیاست‌های مذهبی کنستانتین بزرگ

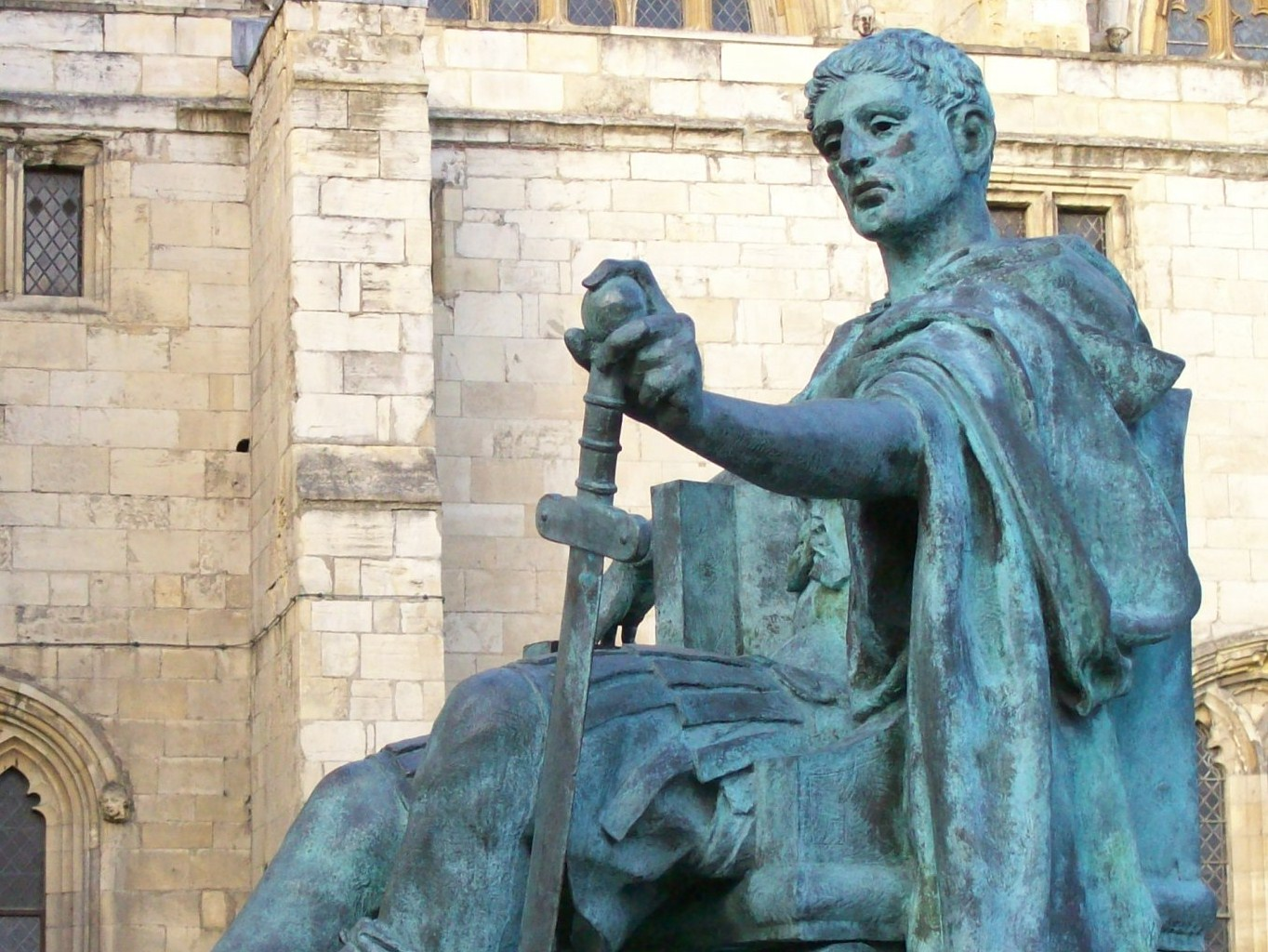
کنستانتین کبیر، مجسمه ای از فیلیپ جکسون در یورک

سیاست‌های مذهبی کنستانتین بزرگ (انگلیسی: Religious policies of Constantine the Great) «مبهم و زیرکانه» نامیده شده‌اند." کنستانتین بزرگ در جریان بحران قرن سوم (۲۳۵–۲۸۴ پس از میلاد) در سال ۲۷۳ متولد شد که زمان آزار و شکنجه بزرگ سی ساله مسیحیان بود. او دید که پدرش کنستانتیوس کلوروس، امپراتور غرب شد و پس از مدت کوتاهی درگذشت. کنستانتین زندگی خود را در جنگ نظامی با بسیاری از اعضای خانواده بزرگ خود گذراند و در حدود ۴۰ سالگی به مسیحیت گروید. سیاست‌های مذهبی او که از این تجربیات شکل گرفته بود، شامل تحمل فزاینده مسیحیت، مقررات محدود علیه دین روم باستان با مدارا، مشارکت در حل اختلافات مذهبی مانند انشقاق با دوناتیست‌ها و دعوت شوراها از جمله شورای نخست نیقیه در مورد آریانیسم.: 60   جان کی تغییر دین کنستانتین و شورای نیقیه را دو مورد از مهم‌ترین اتفاقاتی که برای کلیسای مسیحی رخ داده‌است، توصیف می‌کند.: 1 

## پیشینه تاریخی

### دلایل گسترش مسیحیت
از منظر تاریخی، دین جدید مسیحیت در بسیاری از جنبه‌ها جذابیت خاصی داشت. دیکی از مهم‌ترین محورهای مسیحیت اخلاق و احسان نسبت به سایر انسانها بود. این جنبه به ویژه برای ضعیفان و مستضعفان جذاب بود. به عنوان مثال، طبق یک منبع، تا اواسط قرن سوم، ۱۵۰۰ بیوه و فقیر از اسقف روم کمک می‌گرفتند. یکی دیگر از وعده‌های مهم مسیحیت، پاداش‌های آسمانی در زندگی پس از مرگ در ازای اعمال نیک زمینی بود. این آشکارا با اکثر ادیان پاگانیسم که مفهوم زندگی پس از مرگ را پوشش نداده بودند متفاوت بود. مسیحیت برخلاف تبدیل شدن به خاک یا روح سرگردان پس از مرگ، جاودانگی در بهشت را وعده داد. دین رومی تصوری از زندگی پس از مرگ نداشت. آخرین اما نه کم‌اهمیت، مسیحیت مرزهای قانونی و اجتماعی را که انسان‌ها را به دسته‌هایی جدا می‌کرد، حذف کرد.

### سیاست و آزار و اذیت مسیحیان در سال‌های اولیه کنستانتین

#### سیاست
بحران قرن سوم (۲۳۵–۲۸۴ پس از میلاد)، دوره‌ای از تهاجمات و مهاجرت‌های سنگین بربرها به قلمرو روم بود.: 19, 22  به گفته پیتر براون، سیستم حکومتی امپراتوری روم یک سیستم آسان‌گیر بود که به‌طور غیرمستقیم از طریق نخبگان منطقه‌ای و محلی اداره می‌شد و برای زنده ماندن از فشار تهاجمات مداوم و جنگ‌های داخلی ساخته نشده بود. در این دوره از بحران، زندگی در یک «ابرقدرت محاصره شده» شامل ورشکستگی، چندپارگی سیاسی و خسارات نظامی بود.: 56  کنستانتین در این دوره در سال ۲۷۳ پس از میلاد متولد شد و توسط والدین چندخداپرست خود به عنوان پیگن (غیریهودی و مسیحی) تربیت شد.: 56 

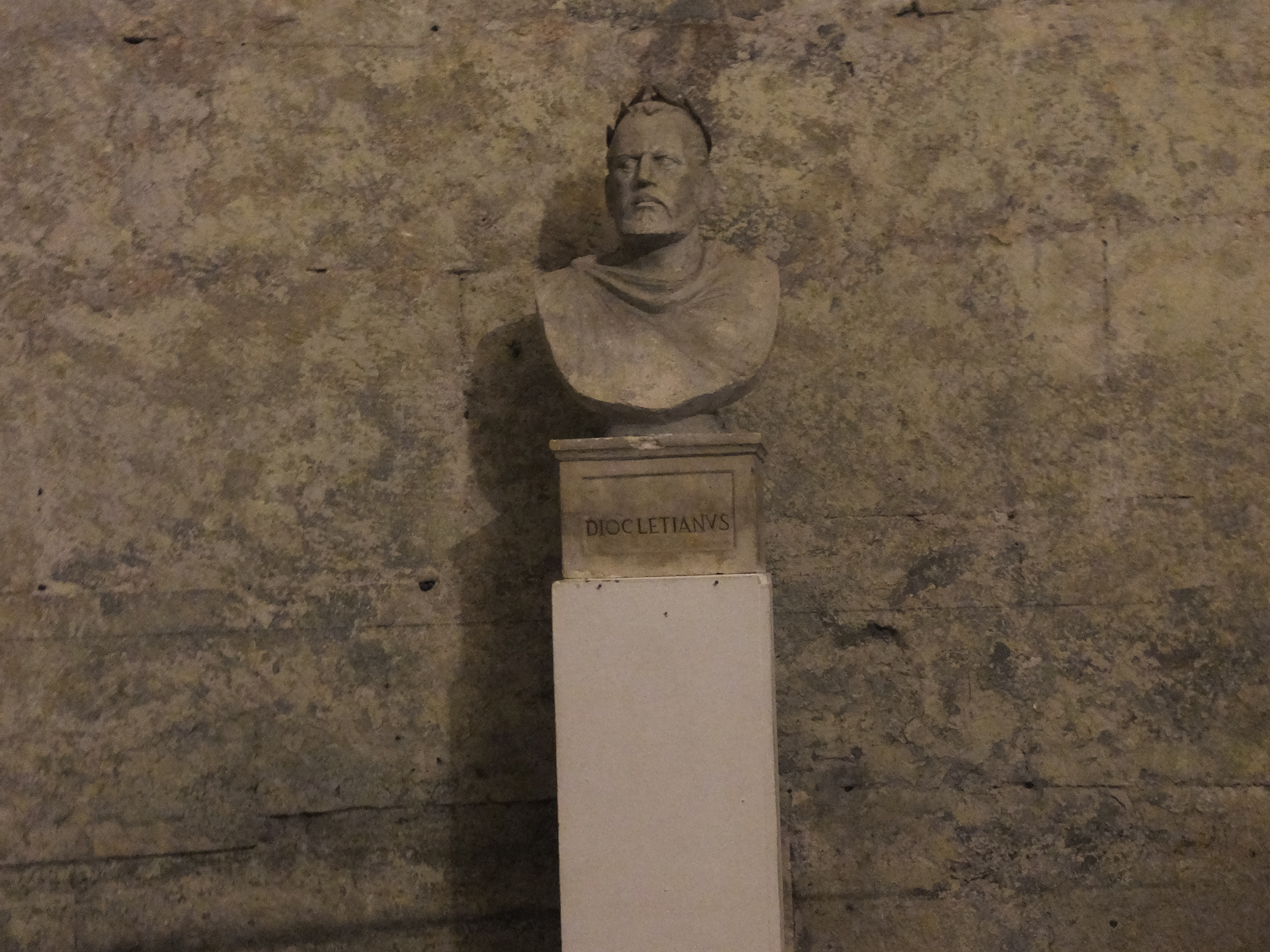
امپراتور روم دیوکلتیان - پانورامیو

بحران قرن سوم با ترور امپراتور الکساندر سوروس (زمان قدرت ۲۰۸–۲۳۵) توسط سربازان خود در سال ۲۳۵ آغاز شد که منجر به بحران رهبری ۵۰ ساله با حداقل ۲۶ مدعی عنوان امپراتور شد. در سال ۲۶۸، امپراتوری به سه ایالت رقیب تقسیم شد. این بحران تا زمانی که دیوکلسین (زمان قدرت ۲۸۴ تا ۳۰۵) کنترل را در دست گرفت و اصلاحاتی را در سال ۲۸۴ به اجرا درآورد، پایان نیافت.: 74  حکومت چهارنفره سیستمی بود که هر قسمت امپراتوری روم توسط یک آگوستوس (امپراتور رومی) که سزار (عنوان) زیردستی نیز داشت، رهبری می‌شد.: 56  دیوکلتیان به عنوان رئیس آگوستوس در شرق، از ۲۸۴–۳۰۵ پس از میلاد، و ماکسیمیان به عنوان آگوستوس در غرب، ۲۸۶–۳۰۵ پس از میلاد حکومت کردند.: 56  دیوکلتیان پایتخت‌های اداری را در نزدیکی مرزهای امپراتوری برای هر یک از چهار تترارک ایجاد کرد. این تغییرات به احیای قدرت امپراتوری تا پایان قرن سوم کمک کرد.: 56, 58 
در حالی که خود حکومت چهارنفره مدت زیادی دوام نیاورد، «جاناتان بردیل» می‌گوید که تغییرات دائمی در امپراتوری ایجاد کرد.: 57  دولت در اطراف دربار امپراتوری به عنوان تنها منبع قطعی قدرت و نفوذ متمرکز شد و نخبگان بخشی از ثروت و موقعیت خود را از دست دادند. شهرهای پایتخت در هر منطقه ظهور کردند در حالی که شهرهای دیگر کوچک شدند. شهرها دیگر مانند گذشته منحصر به فرد و متفاوت نبودند. امپراتوری را دیگر نمی‌توان به‌عنوان «مجموعه‌ای از شهرها» دید. ": 57  در عوض، وجه مشترک همه شهرها ایدئولوژی بود: وفاداری مشترک به امپراتور و پیروانش.: 57 
براون می‌گوید که امپراتوری در زندگی شخصی رعایای خود نفوذ بیشتری کرد، زیرا به موضع ایدئولوژیک نیز متعهد شد.: 62 

#### آزار و اذیت
این امر منجر به سرکوب مسیحیت شد که شدیدتر از هر موردی که قبلاً دیده شده بود و در مقیاس گسترده امپراتوری رخ داد.: 62  در ۲۴ فوریه ۳۰۳ پس از میلاد، دیوکلتیان اولین مورد از یک سلسله احکامی را صادر کرد که حقوق قانونی مسیحیان را لغو می‌کرد و خواستار تبعیت از اعمال مذهبی سنتی پیگنیسم شد. مسیحیت در این زمان برای بیش از ۲۵۰ سال بود که وجود داشت. هم کلیسا و هم امپراتوری در آن زمان تغییر کرده بودند. کلیسا دیگر از گروه‌های کوچک پراکنده تشکیل نشده بود.: 62  به گفته پیتر براون، این کلیسا به یک «کلیسای جهانی» تبدیل شده بود که به عنوان یک «شهر در یک شهر» عمل می‌کرد.: 62, 64  وجود داشت «اعیان مسیحی» در آسیای صغیر تأسیس شده بود، و سلسله مراتبی در کلیسا توسعه یافت، از رهبرانی که در دنیای روم زمان خود برجسته بودند.: 64  آزار و شکنجه با این رهبری آغاز شد و اسقف‌های مسیحی را مجبور کرد که در مراسم قربانی برای خدایان سنتی رومی شرکت کنند یا بمیرند.: 62–66  به گفته نورمن اچ. بینس، در سال دوم آزار و شکنجه، پس از رسیدن اوربانوس به عنوان فرماندار فلسطین، فرمان امپراتوری مبنی بر گسترش دستور قربانی به عموم مردم نیز اعلام شد.: 189 
آنچه برای مسیحیان به عنوان آزار و شکنجه بزرگ شناخته می‌شود، به گفته باینز دو مرحله داشت: 189  مرحله اول با صدور فرمان اول در سال ۳۰۳ آغاز شد. مرحله دوم با صدور فرمان چهارم آغاز شد که تاریخ و تألیف آن مورد بحث است. دیوید ام. پاتر می‌گوید که این احکام بیشتر در شرق اجرا می‌شد تا در غرب.: 91 
فرمان اول علاوه بر شهادت، کلیساها را نیز ویران کرد و خواستار تسلیم کتاب‌های مقدس مکتوب و سایر کتاب‌های مسیحی شد.: 64  در زمانی که قانون امپراتور به عنوان منبع الهی نظم و صلح تلقی می‌شد، کلیسا ادعا می‌کرد که قانون الهی جهانی خود را در متون مقدس مسیحی دارد، بنابراین سربازان برای مصادره و سوزاندن قوانین مسیحی فرستاده شدند.: 63  این همان چیزی است که محققانی مانند مورین آ. تیلی علت انشقاق دوناتیست‌ها می‌دانند.: ix, xiv 
دوناتیسم (به معنای اهدا کننده) یک فرقه بدعت‌گذار مسیحیت اولیه بود که توسط دوناتوس مگنوس تأسیس شد و معتقد بود که تقدس شرط لازم برای عضویت در کلیسا و اداره مقدسات است. دوناتیست‌ها عمدتاً در آفریقای رومی زندگی می‌کردند و در قرن چهارم و پنجم به بیشترین تعداد خود رسیدند. دوناتیست‌ها استدلال می‌کردند که روحانیون مسیحی باید بی عیب باشند تا خدمتشان مؤثر باشد و دعاها و عبادات آنها معتبر باشد. دوناتیسم معتقد بود که هر کتاب آسمانی فقط قلم و مرکب نیست، بلکه تجلی فیزیکی کلام خدا است و اینکه تحویل کتب مقدس برای سوزاندن و تحویل شهید برای مردن دو روی یک سکه است.: 332–334  کسانی که با سربازان همکاری می‌کردند، در لاتین «traditores» بودند که در ابتدا به «تسلیم کردن» اشاره داشت، اما به معنای خائنان بود. پس از آن، دوناتیست‌ها اجازه ندادند «معتبران» به مناصب رهبری کلیسا بازگردند. دوناتیست‌ها بعداً تبدیل به خاری در چشم کنستانتین شدند که در تمام مدت سلطنت او ادامه یافت.: xvi 
در سال ۳۰۵، دیوکلتیان تصمیم به استعفا گرفت و ماکسیمیان را نیز مجبور به بازنشستگی کرد.: 1067  گالریوس داماد دیوکلتیان بود. هم او و هم کنستانتیوس کلوروس، که پدر کنستانتین بود، قبلاً هر دو توسط دیوکلتیان به فرزندی پذیرفته شده بودند. بر این اساس، آنها در ۱ مه ۳۰۵ پس از میلاد به ترتیب به عنوان  آگوستوس (امپراتور) شرق و غرب منصوب شدند. خیلی زود پس از کناره‌گیری دیوکلسین، جانشینان او شروع به مبارزه برای کنترل امپراتوری روم کردند.

#### خانواده ای در حال جدا شدن

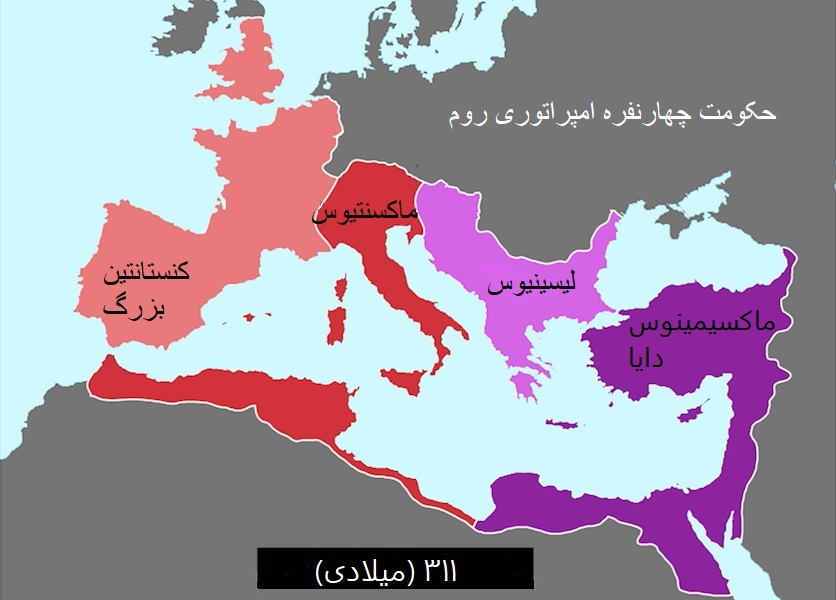
نقشهٔ امپراتوری روم تحت حکومت چهارنفره در سال ۳۱۱ میلادی.

در سال ۲۹۳ دیوکلتیان که امپراتوری بخش شرقی روم را برعهده داشت دست به تشکیل حکومتی چهار نفره متشکل از دو  آگوستوس یا امپراتور ارشد و دو سزار زد و در همان سال، گالریوس و پدر کنستانتین کبیر، کنستانتیوس کلوروس را که در آن زمان فرماندهان سپاه بودند به عنوان سزار انتخاب کرد. هنگامی که در سال ۳۰۵ دیوکلتیان (در شرق) و ماکسیمیان (در غرب) هر دو از سلطنت کنار رفتند و سزارهای آنها، گالریوس و کنستانتیوس کلروس، هر دو به درجه  آگوستوس یا امپراتور ارشد ارتقا یافتند. آنها به نوبه خود دو سزار جدید را منصوب کردند - سوروس دوم، (سوروس در سال ۳۰۷ کشته شد و لیسینیوس جایگزین او شد) و ماکسنتیوس و بدین ترتیب حکومت چهارنفره دوم را ایجاد کردند. برادرزاده گالریوس، سزار ماکسیمینوس دایا پس از مرگ او جانشین او در روم شرقی شد.
کنستانتین و پدرش، کنستانتیوس کلوروس «گل روم (فرانسه)» را ترک کردند و به بریتانیا رفتند تا در نبردی بزرگ بر پیکت‌ها پیروز شوند، اما در ۲۵ ژوئیه ۳۰۶، پدر کنستانتین در یورک انگلستان درگذشت.
: xxv  پس از آن، سربازان پدر کنستانتین، کنستانتین کبیر را به عنوان  آگوستوس در غرب اعلام کردند و او موافقت کرد. با این حال، گالریوس (سزار روم شرقی از ۳۰۵ تا هنگام مرگش در ۳۱۱) این کار را نکرد. اگرچه کنستانتین پسر آگوستوس کنستانسیوس غربی بود، دیوکلسین (امپراتور روم از ۲۸۴ تا ۳۰۵) در سال ۳۰۵ «قانونی» وضع کرده بود که پسران نباید از پدران خود در قدرت پیروی کنند.  دیوید پاتر می‌گوید که داستان‌هایی که در آن زمان پخش می‌شد، می‌گفت که این همه بخشی از دسیسه‌های گالریوس برای جلوگیری از تبدیل شدن کنستانتین به امپراتور ارشد بود.: 122  غرب در این زمان هنوز تا حد زیادی توسعه نیافته بود. حمایت ارتش از کنستانتین، گالریوس را به عنوان آگوستوس شرقی که پیشرفته‌تر و ثروتمندتر بود مجبور کرد تا ادعای کنستانتین را بشناسد، اما فقط تا حدی. گالریوس حامی خود را فلاویوس والریوس سوروس به موقعیت آگوستوس غرب منصوب کرد، و کنستانتین را به عنوان سزار تابع سوروس اعلام کرد.
سپس، در ۲۸ اکتبر ۳۰۶، ماکسنتیوس، پسر ماکسیمیان، خود را آگوستوس غرب معرفی کرد، او ایتالیا را در اختیار داشت و از ۳۰۶ تا ۳۱۲ پس از میلاد در رم زندگی می‌کرد.: 86, 87  ماکسنتیوس پدرش ماکسیمیان را برای حمایت از بازنشستگی احضار کرد. سپس ماکسنتیوس را غاصب اعلام کردند و امپراتور گالریوس به همکار خود، سوروس، دستور داد تا ماکسنتیوس را در اوایل سال ۳۰۷ از ایتالیا بیرون کند.: 61  با این حال، هنگامی که سوروس به ایتالیا رسید، ارتش او به طرفداری از ماکسنتیوس پرداخت.: 30–31  سوروس دستگیر شد و به اردوگاه Tres Tabernae در خارج از رم فرستاده شد، جایی که او یا خودکشی کرد، یا در سال ۳۰۷ اعدام شد.: 61 
خود گالریوس در پاییز همان سال به سمت ماکسنتیوس در رم لشکر کشید، اما نتوانست شهر را تصرف کند.: 31  کنستانتین از «گول» نظاره گر بود و از درگیری با ماکسنتیوس امپراتوران رم در شرق در بیشتر این دوره اجتناب می‌کرد. دارایی‌های کنستانتین در این زمان زیاد نبود: بیشتر بریتانیا، گال و اسپانیا.: 189  لیتهارت می‌گوید که کنستانتین متوجه شد که گالریوس پایه‌ای ناامن برای ساختن آینده‌اش است، بنابراین کنستانتین با ماکسیمیان و ماکسنتیوس ائتلاف کرد و با ازدواج با دختر ماکسیمیان، «فاوستا» در تابستان ۳۰۷ پس از میلاد، این اتحاد را امضا کرد.: 61, 62 
در بهار سال ۳۰۸، ماکسیمیان تلاش کرد تا پسرش، ماکسنتیوس را خلع کند، و از ارتش سابق خود خواست که بین پدر و پسر یکی را انتخاب کند.: 62  آنها پسر را انتخاب کردند و ماکسیمیان به سمت دامادش کنستانتین گریخت.: Domitius Domitianus 
برادرزاده گالریوس، سزار ماکسیمینوس دوم بود که به نام ماکسیمینوس دایا نیز شناخته می‌شد. پس از مرگ سوروس دوم، ماکسیمینوس انتظار داشت که به جای او آگوستوس شود و در سال ۳۰۸ پس از میلاد به شدت ناامید شد، زمانی که در کنفرانس کارنانتوم، لیسینیوس به جای او، به عنوان آگوستوس غرب اعلام شد. در سال ۳۱۰ پس از میلاد، ماکسیمینوس دوم به سربازانش اجازه داد تا او را به عنوان آگوستوس معرفی کنند. این موضوع باعث شد که پنج مرد با ادعای جدی همان ادعای موقعیت آگوستوس در غرب را داشته باشند. امپراتوری در حال جنگ داخلی کامل بود.: Domitius Domitianus 
دو مدعی مقام آگوستوس در سال ۳۱۰ درگذشتند: اولی دومیتیوس الکساندر بود که در سال ۳۰۸ پس از میلاد خود را امپراتور اعلام کرد. متعاقباً اسیر و با خفه شدن اعدام شد.: 126  مرد بعدی ماکسیمیان، پدر زن کنستانتین بود. در سال ۳۱۰، کنستانتین پدرزنش را در مأموریتی به آرل (در فرانسه) اعزام کرد، جایی که ماکسیمیان اعلام کرد که کنستانتین مرده‌است. سپس خود را امپراتور اعلام کرد. پاسخ آن چیزی نبود که او امیدوار بود، و او به مارسی گریخت، اما کنستانتین ارتش خود را به آنجا برد، و ماکسیمیان دستگیر شد و اجازه داده شد، یا به او دستور داده شد که خودکشی کند.: 63  کنستانتین سپس اتحاد خود را با برادر زنش ماکسنتیوس قطع کرد و به لیسینیوس پیوست که قرار بود با خواهر کنستانتین، کنستانتیا ازدواج کند.: 63 
پیتر لیتهارت اشاره می‌کند که کنستانتین زندگی خود را در ارتش گذراند و اغلب با رومیان دیگر که اتفاقاً اعضای خانواده بزرگ او نیز بودند می‌جنگید. تا زمانی که زندگی کنستانتین به پایان رسید، «او مسئول مرگ پدرزنش ماکسیمیان، برادر زنش ماکسنتیوس، شوهر خواهرش لیسینیوس و پسرشان که خواهرزاده کنستانتین به‌شمار می‌آمد به نام لیسینیوس دوم و همسر دومش فاوستا و پسر خود کنستانتین از همسر اولش، به نام کریسپوس و چند تن دیگر از خویشاوندان دیگرش بود.

#### جنگ داخلی
در سال ۳۱۰، سلامت جسمانی گالریوس (امپراتور روم از ۳۰۵ تا ۳۱۱) رو به زوال بود و قدرت او از ضعیف شده بود.: Domitius Domitianus  پس از مرگ او در سال ۳۱۱، سرزمین‌های بالکان به سرعت توسط لیسینیوس (آگوستوس از ۳۰۸ تا ۳۲۴) اشغال شد، در حالی که ماکسنتیوس (امپراتور روم غربی از ۳۰۶ تا ۳۱۲) آسیای صغیر پرجمعیت و مرفه را برای خود به دست آورد تا به دارایی‌های خود در ایتالیا بیافزاید.: Domitius Domitianus 
در بهار ۳۱۲، کنستانتین تصمیم گرفت که باید با خودِ ماکسنتیوس جنگ کند: 19  دیوید ام. پاتر می‌گوید پژوهشگران نمی‌دانند چه کسی به چه کسی نزدیک شد، اما لیسینیوس و کنستانتین به توافقی رسیدند که به نظر می‌رسد شامل حمایت نظامی متقابل علیه ماکسنتیوس است.: 135  در حالی که لیسینیوس برخی از نیروهای ماکسنتیوس را در شمال ایتالیا اشغال کرده بود، کنستانتین ارتشی متشکل از ۴۰۰۰۰ سرباز جمع کرد و از کوه‌های آلپ عبور کرد و به سمت روم رفت.: 138  به گفته پیتر لیتهارت، کنستانتین با نیروهای ماکسنتیوس در شوش، تورین و ورونا ملاقات کرد، جایی که او هر بار پیروز می‌شد. به گفته تیموتی بارنز، فرماندار پرایتوری، روریکیوس پومپیانوس، ارشدترین ژنرال ماکسنتیوس، در ورونا کشته شد.: 42  «در ماه اکتبر، کنستانتین در نزدیکی رم، در تیبر، نزدیک پل میلویو، اردو زده بود.»: 65 

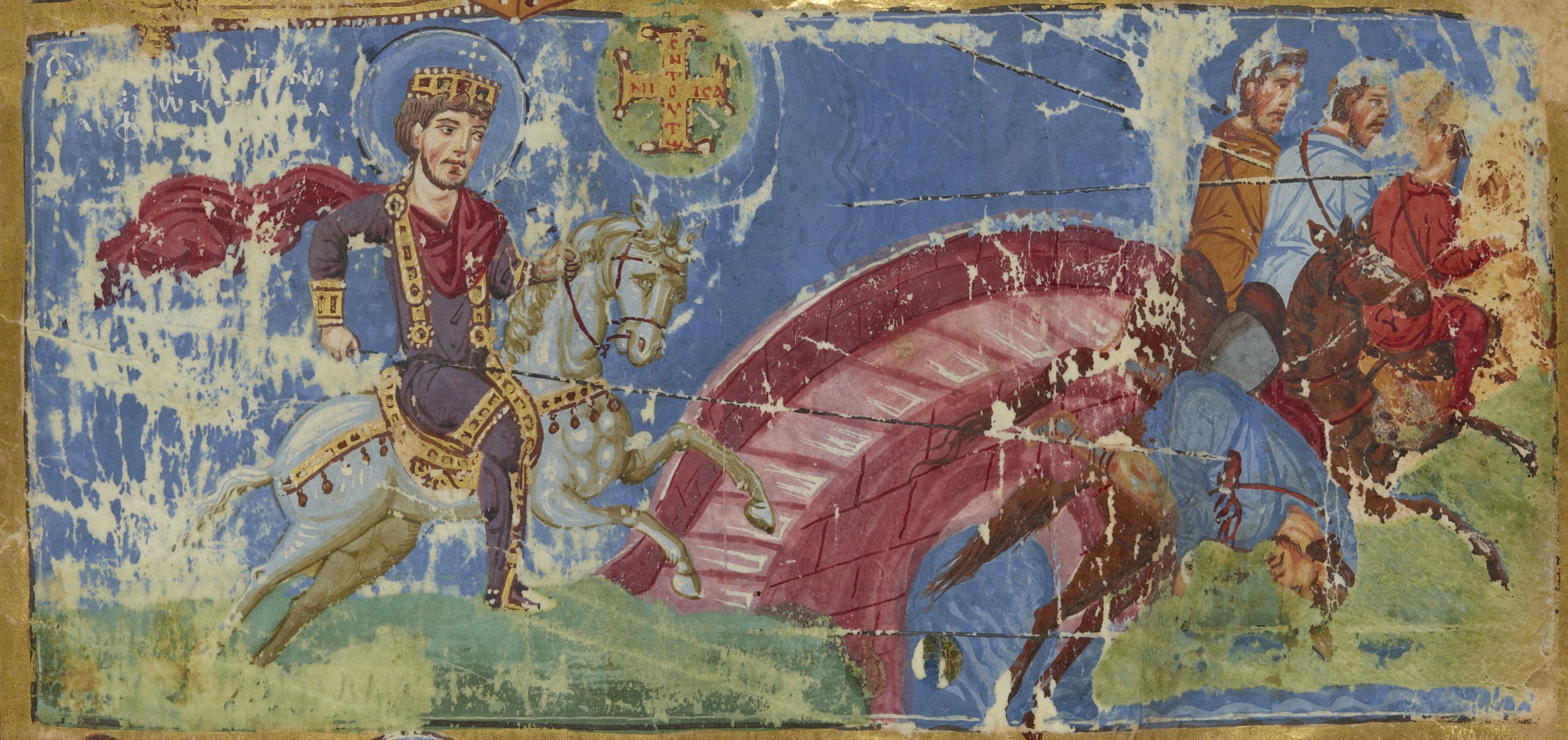
جزئیات از یک دست نوشته بیزانسی قرن نهم. کنستانتین بزرگ ماکسنتیوس را در پل میلوین شکست می‌دهد. وقتی او به آسمان نگاه کرد. نگاهش به خورشید در هنگام غروب می‌افتد و صلیبی از نور همراه با واژه‌های یونانی «شما با این علامت پیروز خواهید شد» را بر روی می‌بیند.

اسقف یوسیبوس قیصریه (حدود ۲۶۳–۳۳۹ م)، مورخ، اظهار می‌دارد که کنستانتین با ارتش خود در حال حرکت به طرف رم بود (یوسیبوس مکان واقعی رویداد را مشخص نمی‌کند، اما به وضوح در اردوگاه رم نیست)، وقتی او به آسمان نگاه کرد. نگاهش به خورشید در هنگام غروب می‌افتد و صلیبی از نور همراه با آن کلمات یونانی «شما با این علامت پیروز خواهید شد» را بر روی آن می‌بیند. ابتدا کنستانتین معنای ظهور را نمی‌دانست، اما شب بعد، در خواب دید که مسیح به او توضیح می‌دهد که باید از علامت صلیب علیه دشمنان خود استفاده کند.
لاکتانتیوس، (نویسنده اولیه مسیحی (حدود ۲۴۰ - حدود ۳۲۰)) نوشته‌است که کنستانتین شب قبل از نبرد خوابی دید که به او گفته شد کای-رو (نماد مسیح) را روی سپر سربازانش بگذارد. با این حال یوسیبوس قیصریه هیچ اشاره‌ای به چنین بینشی نمی‌کند.: 56  یوسیبوس نبرد پل میلویو را با پیروزی موسی بر فرعون در عبور از دریای سرخ مقایسه می‌کند، زیرا ماکسنتیوس و سربازانش چنان‌که سفر خروج دربارهٔ فرعون می‌گوید، مانند سرب در آب‌های عظیم فرورفتند.: 68  باردیل می‌گوید که دو ارتش در ساکسا روبرا در حالی که کنستانتین از اردوگاه خود به کاپیتول نزدیک می‌شد، ملاقات کردند. سربازان ماکسنتیوس مجبور به بازگشت به رودخانه تیبر شدند، جایی که ماکسنتیوس قبلاً پل میلوین را به امید به دام انداختن سربازان کنستانتین ویران کرده بود. سربازان ماکسنتیوس در هنگام عقب‌نشینی مجبور شدند از تیبر به وسیله پل‌های شناور باقی مانده عبور کنند، اما این ماکسنتیوس بود که در عوض به دام افتاد. ماکسنتیوس با پاره شدن پل‌های شناور غرق شد.: 92, 93 
روز بعد از نبرد، جسد ماکسنتیوس پیدا شد و سر بریدهٔ او در خیابان‌های رم گردانده شد و سپس به آفریقا برده شد.

## گرویدن به مسیحیت

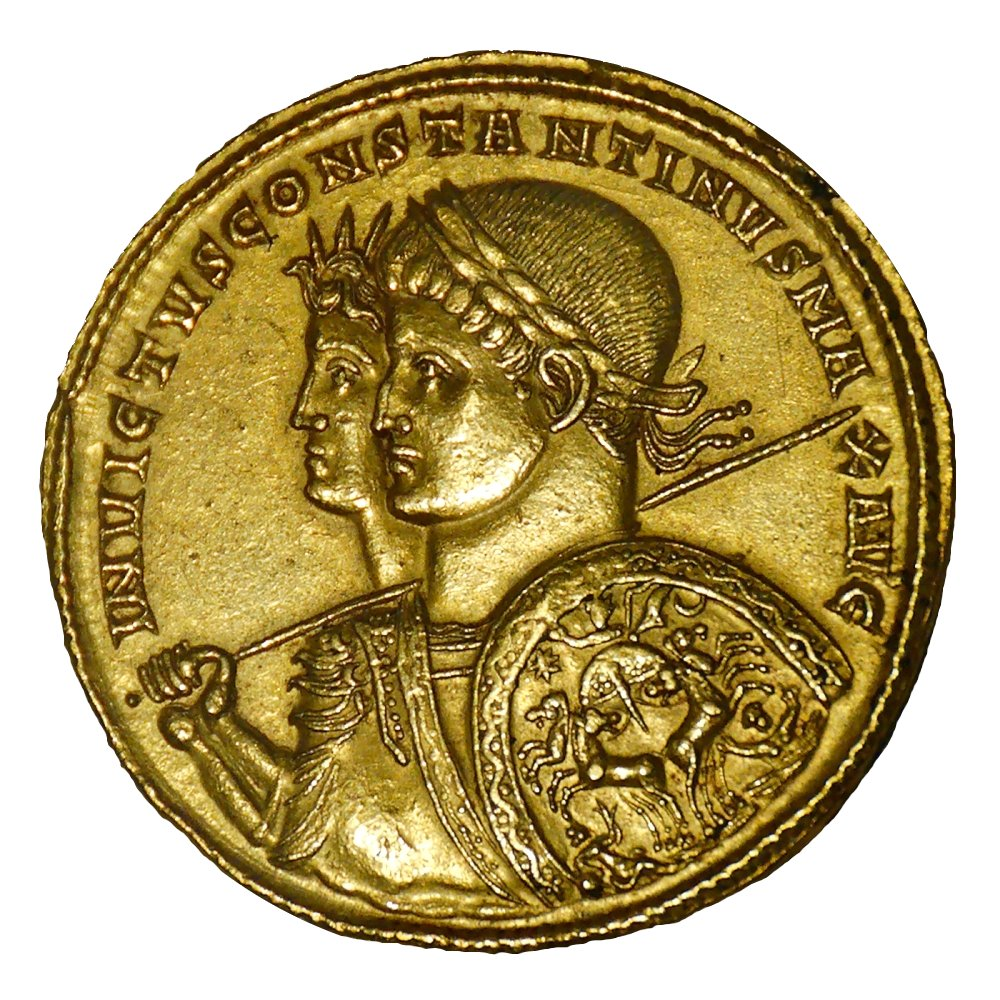
سکه ای ضرب شده در سال ۳۱۳ که کنستانتین را به عنوان همراه خدای خورشیدی، سول اینویکتوس نشان می‌دهد.

نه سال پس از اینکه دیوکلتیان بیست سال فرمانروایی پایدار را با یک محراب دودآلود در فروم (روم) و همراه با شدیدترین آزار مسیحیان در تاریخ امپراتوری جشن گرفت، کنستانتین بزرگ پیروز وارد روم شد و بدون تقدیم قربانی از کنار محراب روی تپه کاپیتول (رم)، عبور کرد.: 60, 61  به گفته مورخان کلیسا که پس از مرگ او نوشته‌اند، کنستانتین تا آن زمان به مسیحیت گرویده بود و به اولین امپراتور روم مسیحی تبدیل شده بود. کنستانتین در سخنرانی خود خطاب به «مجمع مقدسین» می‌گوید که او در زمان تغییر مذهب کودک یا جوان نبوده‌است. «جاناتان باردیل» می‌گوید که این احتمال وجود دارد، زیرا والدین کنستانتین هر دو چندخداپرست بودند. مادرش تنها پس از آن به گرویدن به مسیحیت متقاعد شد که کنستانتین این کار را انجام داده بود.: 218  باردیل احتمال می‌دهد که کنستانتین مدتی بین سال‌های ۳۱۰ تا ۳۱۵ مسیحی شده‌است.: 218 
پیتر لیتهارت مورخ و روحانی مسیحی، نوشته‌است کنستانتین «یک مؤمن صادق و تا حدودی ساده بود.»: 302  ادوارد گیبون، نویسنده و مورخ در کتاب انحطاط و سقوط امپراتوری روم می‌نویسد، «ذهن کنستانتین ممکن است بین ادیان پاگانیسم و مسیحی در نوسان بوده باشد.» فرانسیس اوپوکو می‌نویسد: «در حالی که برخی بر این عقیده‌اند که تغییر دین کنستانتین واقعی بوده‌است، برخی دیگر فکر می‌کنند که سیاست‌های او برای حمایت از مسیحیان برای مصلحت سیاسی بوده‌است.: 19 
به عنوان یک مسیحی معتقد، چرا او هنوز نشان میترایی سول اینویکتوس - «خورشید تسخیر نشده» - را روی سکه‌های خود داشت؟ چرا او هرگز آنچنان که در مسیحیت اولیه رسم بود، به درستی آموزش دینی مسیحی را ندیده بود؟ چرا تا زمانی که در بستر مرگ بود غسل تعمید را انجام نداده بود؟: 19  درک اولیه کنستانتین از مسیحیت کم عمق بود، اما با گذشت زمان، اوپوکو می‌گوید، به نظر می‌رسد که او خود را فرمانروای منصوب خدا می‌بیند که با لطف الهی پاداش می‌گیرد به گفته اوپوکو، بنابراین به نظر می‌رسد که «کنستانتین به جای از دست دادن لطف الهی، مایل بود در مبادله سبک و عنوان با یک خدا، عنوان نایب‌السلطنه را به دست آورد.»: 20 
پیتر براون می‌گوید که کنستانتین بیش از ۴۰ سال داشت که سرانجام خود را مسیحی اعلام کرد، و روشن ساخت که موفقیت‌های خود را مدیون حمایت خدای متعال مسیحی است. براون اضافه می‌کند که او به احتمال زیاد یک پیگن سنتی بود، و زمانی که خود را مسیحی اعلام کرد، سیاستمداری زرنگ و بی رحم بود.: 60, 61  اولین قدم او پس از فتح قرار بود یاد ماکسنتیوس را تحت الشعاع قرار دهد، که او این کار را با پر کردن مرکز روم با بناهایی مانند طاق‌نصرت کنستانتین انجام داد. در این بناها هیچ نشانه و اشاره ای به مسیحیت دیده نمی‌شود. با این حال، در سال ۳۱۲، کنستانتین دستور ساخت مجسمه‌ای از خود را داد و باردیل از اوزبیوس نقل می‌کند که کنستانتین تصمیم گرفت که باید یک نشان از نجات‌دهنده در دست مجسمه‌اش، کلوسوس کنستانتین نصب شود - در واقع، او به آنها دستور داد مجسمه ۱۲ متری خود را در پر رفت و آمدترین نقطه رم، در حالی که یک علامت مسیح را در دست راست خود نگه داشته، قرار دهند.: 174  مدتی پس از سال ۳۲۴ به پادشاه ایران نوشت: «او (خدا) را با زانوی خمیده می‌خوانم و از خون‌های ناپسند و بوهای نفرت‌انگیز [قربانی مشرکان] دوری می‌کنم».: 61 : 60 
نوئل لنسکی مشاهده می‌کند که در اواخر قرن پنجم، اسطوره غسل تعمید کنستانتین توسط سیلوستر یکم در تصویری رمانتیک از زندگی سیلوستر شکل گرفت که در اعمال پدر مبارک سیلوستر باقی مانده‌است.: 299  لنسکی می‌گوید این داستان کلیسای قرون وسطایی را از شرمساری بزرگ مبری کرد: غسل تعمید کنستانتین توسط اسقف آریانیسم، اوسبیوس نیکومدیا، که در زمان لشکرکشی به ایران رخ داد. به گفته هانس پولساندر و نوئل لنسکی، کنستانتین به قصد غسل تعمید در رود اردن در سرزمین مقدس می‌چرخید، اما در نیکومدیا (ازمیت کنونی در ترکیه) به بیماری مرگباری مبتلا شد، جایی که به سرعت غسل تعمید یافت. او اندکی پس از آن در ۲۲ مه ۳۳۷ درگذشت.: 81, 82  ادوارد گیبون غسل تعمید کنستانتین در بستر مرگ را مشکوک می‌داند. با این حال، مورخان مدرن می‌گویند که این عمل غیر معمول نبوده‌است؛ زیرا مردم می‌دانستند که احتمالاً بعد از غسل تعمید به ارتکاب گناه ادامه می‌دهند و می‌ترسیدند با غسل تعمید زودهنگام نجاتشان را به خطر بیندازند. با تأخسر انداختن غسل تعمید به آخرین لحظه ممکن، آنها امیدوار بودند که استقبال خود را در بهشت تضمین کنند.

### سیاست‌های دینی کنستانتین
کنستانتین به آزار و شکنجه مسیحیان پایان داد، اموال مصادره شده را به کلیساها بازگرداند و سیاست مدارا با غیر مسیحیان را در پیش گرفت. او پیگن‌ها را به خاطر پیگن بودن، یا یهودیان را به خاطر یهودی بودن مجازات نمی‌کرد، و سیاست تغییر دین اجباری را در پیش نمی‌گرفت.: 302  او نمایش‌های گلادیاتوری را غیرقانونی اعلام کرد، معابد پیگن‌ها را ویران کرد و بسیاری از معابد دیگر را غارت کرد، و از لفاظی‌های قهری علیه غیر مسیحیان استفاده کرد.: 302  اما او هرگز درگیر پاکسازی قومی و مذهبی نشد. هنگامی که کنستانتین پایتخت را گرفت، حامیان ماکسنتیوس سلاخی نشدند. خانواده و دربار لیسینیوس کشته نشدند.: 304  هیچ‌کس به دلیل پیگن بودن کشته نشد.: 74, 75  لیتهارت می‌گوید که کنستانتین موفقیت نظامی خود را به خدا نسبت داد و در طول سلطنت او، امپراتوری روم نسبتاً آرام بود.: 305 

#### پیگنیسم
با سلام خدمت برادران عزیزم، ما از عنایت الهی یک نعمت کامل نصیبمان شده‌است، یعنی از هر خطا رهایی یافته و در یک اقرار مشترک از یک ایمان متحد شده‌ایم. شیطان دیگر هیچ قدرتی در برابر ما نخواهد داشت، زیرا تمام نقشه‌هایی که او با نفرت خود برای نابودی ما طراحی کرده بود، به‌طور کامل از پایه و اساس سرنگون شده‌است. به فرمان خداوند، شکوه حق، تمام سموم مهلک وحدت را در هم ریخته‌است: اختلاف، جدایی، هیاهو و امثال آن. همه ما اکنون یگانه را به نام می‌پرستیم و همچنان معتقدیم که او خدای یگانه است. --

نامه کنستانتین به کلیسای کاتولیک اسکندریه در ۲۵ ژوئن ۳۲۵ میلادی
به دنبال نبرد پل میلویو، کنستانتین و همکارش آگوستوس آگوستوس لیسینیوس، فرمان میلان را صادر کردند که به معنای تحمل مذهبی بود. این فرمان از همه ادیان در برابر آزار و اذیت مذهبی محافظت می‌کرد و به هر کسی اجازه می‌داد هر خدایی را که انتخاب می‌کند، پرستش کند، به گفته دریک، از دیدگاه‌های متفاوت دربارهٔ سیاست‌های مذهبی کنستانتین مطالب زیادی نوشته شده‌است، اما «تعهد کنستانتین به اتحاد در کلیسا یکی از سیاست‌هایی است که تقریباً همهٔ طرف‌ها بر آن توافق دارند». دیدگاه‌های متضاد تنها زمانی به وجود می‌آیند که موضوع تغییر کند که آیا این وحدت شامل پیگن‌ها می‌شود یا نه.: 2, 5  دریک می‌گوید که یاکوب بورکهارت کنستانتین را «اساساً غیر مذهبی» توصیف می‌کند که از کلیسا صرفاً برای حمایت از قدرت و جاه‌طلبی‌اش استفاده می‌کند. با این حال، دریک ادامه می‌دهد که بورکهارت از روشی استفاده می‌کرد که ریشه در اصلاحات پروتستانی داشت و سیاست را برای زیر سؤال بردن اعتقاد مذهبی کنستانتین انتخاب می‌کرد. به گفته دریک، این دیدگاه دقیقی به دست نمی‌دهد زیرا سیاست در همه چیز است و مذهب با آن تعیین نمی‌شود.: 2, 9 : 2, 9 
کنستانتین هرگز به‌طور مستقیم پیگنیسم را غیرقانونی نکرد. به بیان یک فرمان اولیه، او حکم کرد که پیگن‌ها می‌توانند «آیین‌های یک توهم منسوخ را جشن بگیرند»، تا زمانی که مسیحیان را مجبور به پیوستن به آنها نکنند.: 74  بعلاوه، روایاتی وجود دارد که نشان می‌دهد کنستانتین تا حدودی در برابر پیگن‌ها مدارا می‌کرد. مفاد آن در فرمان میلان در فرمان استانی مجدداً بیان شده‌است. «دریک» اشاره می‌کند که این فرمان خواستار صلح و مدارا شده‌است: «اجازه ندهید کسی مزاحم دیگری شود، بگذارید هر کس به آنچه سرزمینش می‌خواهد چنگ بزند…» کنستانتین هرگز این فرمان را لغو نکرد. دریک می‌پرسد که آیا کنستانتین در تلاش بوده جامعه‌ای ایجاد کند که در آن این دو دین تلفیق شده باشند.: 7  با این حال، کنستانتین همچنین معابد پیگن‌ها را به عنوان «معابد دروغ» مورد حمله قرار می‌دهد، و پیگنیسم را به عنوان شرک و خرافات در همان سند محکوم می‌کند.: 7  کنستانتین و مسیحیان معاصرش با پیگنیسم به عنوان یک دین زنده برخورد نمی‌کردند. آن را به عنوان یک «خرافات» - یک «توهم منسوخ» تعریف می‌کردند.: 74 
به عقیده یاکوب بورکهارت و پیروانش، مسیحی بودن به‌طور خودکار به معنای عدم تحمل است. با این حال، همان‌طور که دریک اشاره می‌کند، این عقیده یک یکنواختی و یکسانی از اعتقادات در مسیحیت را فرض می‌کند که در اسناد تاریخی وجود ندارد.: 3  براون می‌گوید که کلیسا هرگز یکپارچه نبوده‌است.: xli  از نظر دریک، نشانه‌هایی وجود دارد که کنستانتین به کلیسای معدودی نخبه منتخب بکر اعتقاد نداشت، بلکه به مسیحیت به‌عنوان «خیمه‌ای بزرگ» که می‌تواند جناح‌های مختلف را در خود جای دهد، گروید.: 4  دریک می‌گوید شواهد نشان می‌دهد که کنستانتین طرفدار کسانی بود که از اجماع حمایت می‌کردند، عمل‌گرایان را بر ایدئولوگ‌های از هر جناح ترجیح می‌داد، و خواهان صلح و هماهنگی بود اما همچنین فراگیری و انعطاف‌پذیری را در نظر داشت.: 5  دریک در مقاله خود کنستانتین و اجماع نتیجه می‌گیرد که «سیاست» مذهبی کنستانتین با هدف گنجاندن کلیسا در یک سیاست گسترده‌تر از وحدت مدنی بود، حتی اگر دیدگاه‌های شخصی او بدون شک یک دین را بر دیگری ترجیح می‌داد.: 9, 10 
برخی از انتخاب‌های کنستانتین باعث نشده‌است که مورخان یک خوانش ساده از باورهای او را رها کنند. یوهان پیتر کیرش می‌گوید اجماع منابع این است که به تحریک کنستانتین، هم پسرش کریسپوس، از نخستین همسرش و هم همسر دومش فاوستا را اعدام کردند. او همچنین دستور اعدام خواجه (جنسی) روحانیان را در مصر صادر کرد، زیرا آنها از موازین اخلاقی او تجاوز کردند. به گفته مک مولن، کنستانتین بسیاری از نظرات تحقیرآمیز مربوط به دین قدیمی را بیان کرده‌است. نوشتن از «لجاجت واقعی» مشرکان، از «آیین و تشریفات گمراه» آنها، و از «معابد دروغ» آنها در تضاد با «شکوه خانه حقیقت».: 49 
اگرچه کنستانتین به عنوان اولین امپراتور مسیحی در نظر گرفته می‌شود، اما این بدان معنا نیست که در آن زمان دیگر هیچ پیگنی در امپراتوری وجود نداشت. به احتمال زیاد مسیحیان در زمان تغییر دین کنستانتین بین شانزده تا هفده درصد امپراتوری را تشکیل می‌دادند.: 13  آنها مزیت عددی برای تشکیل یک پایگاه قدرت کافی برای شروع آزار و شکنجه سیستماتیک پیگن‌ها را نداشتند. با این حال، براون به ما یادآوری می‌کند که ما نباید روحیه خشن مسیحیان قرن چهارم را دست کم بگیریم: «سرکوب، آزار و اذیت و شهادت، به‌طور کلی موجب تحمل همان شکنجه‌گران نمی‌شود.»: 73  براون می‌گوید مقام‌های رومی در «خروج» از کلیسای مسیحی که آن را تهدیدی برای امپراتوری می‌دانستند تردیدی از خود نشان نداده‌اند و کنستانتین و جانشینان او نیز به همین دلایل سیاست خود را اجرا می‌کردند. کنستانتین به‌طور پراکنده قربانی‌های عمومی را ممنوع می‌کرد و معابد پیگن‌ها را می‌بست. با این حال، فشار بسیار کمی بر آنان وارد شد.: 74  همان‌طور که آزار و اذیت مسیحیان پراکنده بود، اقدامات علیه پیگن‌ها نیز پراکنده بود.: 74, 75 
در اطراف دربار امپراتوری بسیاری به دلایل و دسیسه‌های مختلف جان باختند، اما هیچ مدرکی دال بر قتل‌های قضایی برای انجام قربانی‌های غیرقانونی قبل از تیبریوس دوم کنستانتین (۵۷۴–۵۸۲) وجود ندارد.: xxiv دریک و هانس اولریش ویمر دو نفر از بسیاری از کسانی هستند که موافقند که کنستانتین عموماً طرفدار سرکوب پیگن‌ها با زور نبود.: 523 : 7–9  در عوض، کنستانتین اقداماتی را برای محدود کردن قانونی پرستش پیگن‌ها انجام داد. رویکرد اصلی کنستانتین استفاده از اغوا با سودمند ساختن پذیرش مسیحیت بود.: 243 

##### ممنوعیت معابد جدید و غارت معابد قدیمی

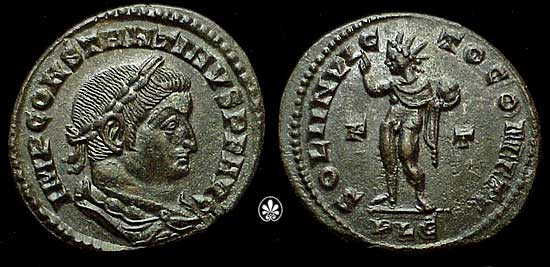
فلوس انتشار یافته در ۳۰۹/۱۰ توسط کنستانتین در لوگدونوم (شهری در فرانسه امروزی). عکس مشترک پشت و روی سکه، کنستانتین را به عنوان «همدم سول اینویکتوس» توصیف می‌کند.

در یکشنبه ۸ نوامبر ۳۲۴، کنستانتین امپراتوری بیزانس را به عنوان اقامتگاه جدید خود، «کنستانتینو پلیس» (قسطنطنیه) - «شهر کنستانتین» - با کاهنان پیگن محلی، اخترشناسان و فالگیران تقدیس کرد. با این حال، امپراتور همچنان برای جشن گرفتن بیست سالگی سلطنت خود یا جشن دسنالیا به روم بازگشت. دو سال پس از تقدیس قسطنطنیه، کنستانتین روم را ترک کرد و برای همیشه به قسطنطنیه بازگشت. در روز دوشنبه ۴ نوامبر ۳۲۸، آیین‌های جدیدی برای وقف شهر به عنوان «پایتخت» جدید امپراتوری روم انجام شد. در میان حاضران فیلسوف نوافلاطونی سوپاتر و پونتیفکس ماکسیموس (روحانی اعظم دین رومی) نیز بودند. کنستانتین در یادبود مجسمه ای از الهه بخت توخه و ستونی که به نام ستون کنستانتین شهرت دارد، ساخته بود که بر روی آن مجسمه طلایی آپولو را با چهره کنستانتین به سمت خورشید قرار داد. لیتهارت می‌گوید: «قسطنطنیه به تازگی تأسیس شده‌است، اما عمداً گذشته روم را از نظر مذهبی و همچنین سیاسی تداعی می‌کرد.: 120  در ۱۱ مه ۳۳۰، وقف شهر با جشن سنت موسیوس و ضرب مدال‌ها و سکه‌های یادبود برگزار شد. تا سال ۳۲۵، کنستانتین «به پرداخت افتخارات عمومی خود به خورشید» بر روی سکه‌هایی که او را به‌طور مشترک با «سول اینویکتوس» نشان می‌داد، ادامه می‌داد، در حالی که سکه‌های بعد از آن تصویر سول جای خود را به لاباروم (نمادی مسیحی) داد.: 326 
گرچه در این زمان کنستانتین آشکارا از مسیحیت حمایت می‌کرد، اما شهر هنوز هم برای فرقه‌های پیگنیسم جا داشت: زیارتگاه‌هایی برای کاستور و پولوکس و توخه وجود داشت. هانس اولریش ویمر می‌گوید دلیل خوبی وجود دارد که باور کنیم که هنوز معابد اجدادی هلیوس، آرتمیس و آفرودیته در قسطنطنیه نیز به کار خود ادامه می‌دادند.: 523  آکروپولیس (معماری) با معابد پیگنیسم باستانی اش به حال خود رها شده بودند.

لاباروم کنستانتین کبیر

چندین محقق نشان می‌دهند که در پایتخت جدید قسطنطنیه، کنستانتین مطمئن شد که معابد پیگنیسم جدیدی در حال ساخت نیستند و همچنین اجازه قربانی خون را نمی‌داد.: 28 : 85  با این حال، به گفته مورخ فرانسوی ژیلبر داگرون، زمان سلطنت کنستانتین به‌طور کلی ساخت معبد پایان پیدا نکرد. او هم اجازه ساخت و هم سفارش معبد را در مناطق خارج از قسطنطنیه داد.: 374  ترومبلی می‌گوید وقف معابد جدید در اسناد تاریخی و باستان‌شناسی تا پایان قرن چهارم به اثبات رسیده‌است.: 37  کنستانتین بسیاری از جایگاه‌های مقدس پیگن‌ها را غارت کرد، اما به گفته هانس اولریش ویمر، انگیزه این غارت بیشتر از تمایل به از بین بردن پیگنیسم ناشی از میل به تأمین سرمایه جدیدش برای ساخت «تندیس‌های ابهت‌آمیز» برای پایتخت جدید بود.: 522, 523  نوئل لنسکی می‌گوید که «قسطنطنیه به معنای واقعی کلمه مملو از مجسمه‌هایی بود که به قول ژروم با «بره‌زدایی مجازی» در هر شهر در شرق امپراتوری روم جمع شده بودند.»: 263  رامسی مک مولن عقیده دارد که کنستانتین این کار را به عنوان یک عمل ضد پیگنیسمی انجام داد.: 96  برخلاف مک مولن، ویمر می‌گوید که لبیانیوس، وقایع‌نگار معاصر کنستانتین، در بخشی از «در دفاع از معابد» خود می‌نویسد که کنستانتین معابد را غارت کرد تا گنجینه‌های آنها را برای ساختن قسطنطنیه به دست آورد، نه به دلیل اینکه ضد پیگنیسم بود.: 522 : 85  به گفته ویمر، کنستانتین برخی از جایگاه‌های مقدس پیگن‌ها، از جمله آسکلپیون (معبد شفابخش) در ایگائه را ویران کرد.: 522}
همچنین گفته می‌شود که کنستانتین افقا را در لبنان ویران کرد. کنستانتین مستعمره نظامی آیلیا کاپیتولینا (اورشلیم) را «مصادره» کرد و معبدی را در آنجا به هدف ساخت کلیسا ویران کرد. مورخان مسیحی ادعا کرده بودند که هادریان (قرن دوم) معبد آفرودیته را در محل مصلوب شدن مسیح بر روی تپه گلگتا ساخته بود تا احترام یهودی-مسیحی را در آنجا سرکوب کند. کنستانتین از آن برای توجیه تخریب معبد استفاده کرد و گفت که او صرفاً اموال را «بازپس‌گیری» می‌کند.: 30 
کنستانتین با استفاده از همین واژگان «بازپس‌گیری» چندین مکان دیگر با اهمیت مسیحی را در سرزمین مقدس به منظور ساختن کلیساها به دست آورد. منابع مکتوب می‌گویند که کنستانتین دستور سوزاندن بت‌ها، تخریب محراب و برپایی کلیسا را در بلوط و چشمه مقدس در مامره، مکانی که هم یهودیان و هم پیگن‌ها آن را پرستش می‌کردند و در تصرف داشتنند، را صادر کرد. با این حال، باستان‌شناسی محوطه نشان می‌دهد که کلیسای کنستانتین به همراه ساختمان‌های همراه آن، تنها بخش‌های پیرامونی محوطه را اشغال کرده‌اند و بقیه را بدون مانع باقی گذاشته‌است.: 31  بیشتر این مکان‌ها توسط زیارتگاه‌های پیگن‌ها از نظر مسیحیان «آلوده» شده بودند و قبل از استفاده نیاز به «تقدس زدایی» داشتند.: 39, 40  (عمل «پاکسازی» یک مکان مقدس از تأثیرات معنوی قبلی آن تنها به مسیحیان محدود نمی‌شد) به گفته بیلیس، نوشته‌های تاریخی پرودنتیوس نشان می‌دهد که تقدس‌زدایی از یک معبد صرفاً نیاز به برداشتن مجسمه و محراب فرقه دارد.: 39, 40  با این حال، این امر اغلب به حذف یا حتی تخریب مجسمه‌ها و نمادهای دیگر، ایستاسنگی‌های نذری و سایر تصاویر و تزئینات داخلی گسترش می‌یافت. چنین اشیایی برای همیشه از بین نمی‌رفتند، برخی از آنها با کندن صلیب‌ها بر روی آن‌ها و شاید مراسمی بر روی آنها «تقدس زدایی» یا «پاک‌سازی» می‌شدند. برخی از آنها به سادگی جابه‌جا شده و به عنوان آثار هنری به نمایش درآمدند. به عنوان مثال، افریز (قاب‌بند یا نوار مزین یا سادهٔ افقی بلند که برای آراستن پیرامون فوقانی دیوارهای درونی یا بیرونی بنا به کار می‌رود) پارتنون پس از تبدیل معبد به یک مکان مسیحی، اگرچه به شکل اصلاح شده، حفظ شد. کنستانتین و جانشینان او ثروت، صلح و فرصتی برای ایجاد موقعیت محلی قوی برای کلیساها به ارمغان آوردند. مسیحیت قبلاً خود را قادر به توزیع پول در حمایت از اهداف مذهبی خود نشان داده بود. کنستانتین با پیروی از سنت رومی وقف، اهدا کنندهٔه بیش از حد سخاوتمند شد.: 77  پس از سال ۳۲۰، کنستانتین خود از کلیسای مسیحی حمایت کرد، کلیساهایی ساخت و کلیسا را با زمین و سایر ثروت‌ها وقف کرد.: 49  او کلیسای سن پیترو را در روم و بازیلیکای سنت جان لاتران را در لاتران تأسیس کرد. او در انطاکیه یک هشت ضلعی بزرگ گنبدی طلایی و کلیسای مقبره مقدس را در اورشلیم ساخت.: 78  ساخت «کلیسای مقبره مقدس» و کلیساهای دیگری که کنستانتین پس از سفر مادرش سنت هلنا به فلسطین (۳۲۶–۳۲۸ پس از میلاد) در فلسطین ساخت، تنها آغاز کار بود. در پایان دوره بیزانس (۲۳۵/۳۲۵–۶۱۴ پس از میلاد)، مارک آ. مایرز می‌نویسد که تقریباً ۴۰۰ کلیسا به همراه بیش از صد کنیسه جدید در فلسطین و اردن ساخته شده بود.: 285–287 
در زمان کنستانتین، بیشتر معابد برای مراسم رسمی پیگنیسم و برای فعالیت‌های اجتماعی قابل قبول‌تر «آزادی» و ارائه بخور دادن بازماندند. محدودیت‌های کلیسا در مخالفت با غارت معابد پیگن‌ها توسط مسیحیان حتی در زمانی که مسیحیان توسط آنان مورد آزار و اذیت قرار می‌گرفتند، وجود داشت. علیرغم بحث اوزبیوس، سهم اصلی کنستانتین در نابودی معابد عمدتاً در غفلت او از آنها بود.: 31 

##### منع قربانی
اسکات بردبری می‌نویسد که سیاست‌های کنستانتین در قبال بت پرستان «مبهم و زیرکانه» است و «هیچ جنبه ای به اندازه ادعای ممنوعیت قربانی‌های خونی بحث برانگیزتر نبوده‌است.» منابع در این مورد متناقض هستند: اوسبیوس می‌گوید که ممنوعیت قربانی را وضع کرد. لابانیوس می‌گوید این کنستانتیوس دوم بود که این کار را کرد نه کنستانتین اول.: 120  با توجه به آر. مالکوم ارینگتون، در کتاب ۲ زندگی کنستانتین اوسبیوس، فصل ۴۴، اوسبیوس صریحاً بیان می‌کند که کنستانتین قانون جدیدی نوشت که «فرمانداران عمدتاً مسیحی را انتصاب و همچنین قانونی که هر مقام پیگن باقی مانده را از قربانی کردن در مقام رسمی خود منع می‌کند.»: 310 
شواهد مهم دیگر از ادعای اوزبیوس مبنی بر پایان دادن به قربانی کردن پشتیبانی نمی‌کند. کنستانتین در «نامه ای به استان‌های شرقی» هرگز از هیچ قانونی در مورد قربانی‌ها نام نمی‌برد. ارینگتون می‌گوید که عموماً دیده می‌شود که هدف «نامه» چاپلوسی و ستایش مسیحیان، نشان دادن تعهد شخصی امپراتور به آرمان آنها و در عین حال جلوگیری از جنگ صلیبی علیه بی‌ایمانان است.: 312  باستان‌شناس لوک لاوان می‌نویسد که رسم قربانی خون از قبل در حال کاهش بود، همان‌طور که ساخت معابد جدید نیز رو به کاهش بود، اما به نظر می‌رسد که این امر ارتباط چندانی با ضد پیگنیسم بودن کنسانتین نداشته باشد.: xlvii  دریک می‌گوید کنستانتین شخصاً از قربانی کردن متنفر بود و تعهد شرکت در آنها را از فهرست وظایف مقامات امپراتوری حذف کرد، ا ما شواهدی مبنی بر ممنوعیت واقعی قربانی کردن ناچیز است، در حالی که شواهدی مبنی بر ادامه عمل آن بسیار زیاد است.: 6 

#### قانونگذاری علیه جادو و فال خصوصی
میشل سالزمن می‌گوید که در قرن چهارم، ارتباط مفهومی بین خرافات به‌عنوان پیش‌گویی یا جادوی غیرقانونی و ترس از الهیات وجود داشت. : 175  قانون علیه عمل خصوصی پیشگویی در اوایل دوره امپراتوری ۱–۳۰ پس از میلاد قبل از زمان امپراتور تیبریوس وضع شده بود. لوک لاوان توضیح می‌دهد که اعمال خصوصی با خیانت و توطئه‌های پنهانی علیه امپراتور همراه بود.: xxiii  ترس از رقیب، بسیاری از امپراتوران را به شدت در برابر کسانی که سعی در خدایی کردن جانشین خود داشتند، سوق داده بود. مایجاستینا کالوسمی گوید که امپراتورهای مسیحی این ترس از اعمال خصوصی، از جمله ترس از پیشگویی خصوصی را به ارث برده‌اند.: 200  امپراتوران مدت‌ها به این فکر می‌کردند که دانش آینده را برای خود حفظ کنند، بنابراین پیش‌گویی خصوصی، طالع بینی و «عمال کلدانی» با جادو مرتبط شد و مدت‌ها قبل از کنستانتین خطر تبعید و اعدام را به همراه داشت.{ {rp 
از یک امپراتور به امپراتور بعدی، مراسم خصوصی و مخفیانه دائماً در معرض خطر قرار گرفتن در دسته جادو و جادوگری بود.: 201  با این حال، فرمان کنستانتین علیه فال، فال را در زمره جادو قرار نداد، بنابراین، کنستانتین به هاروسپکس (فال‌بینان از روی احشای حیوان) اجازه داد تا مراسم خود را در ملاءعام انجام دهند.: 201  به گفته کالوس، او هنوز آن را «خرافات» می‌نامد.: 200 

#### دوناتیسم
پس از آزار و شکنجه دیوکلسینی (آزار مسیحیان اولیه)، بسیاری از کسانی که با مقامات همکاری کرده بودند، می‌خواستند به موقعیت‌های خود در کلیسا بازگردند. مورین تیلی، رئیس انجمن پاتریتیک آمریکای شمالی، می‌گوید که واکنش‌های متفاوت به این «بازگشت» در میان مسیحیان شمال آفریقا تا ۳۰۵ میلادی آشکار شده بود.: xiv 
به گفته تیلی، بسیاری از مسیحیان شمال آفریقا سنت دیرینه ای در «رویکرد فیزیکالیستی به دین» داشتند. متون مقدس برای آنها صرفاً کتاب نبود، بلکه کلام خدا به شکل فیزیکی بود. آنها تحویل انجیل و تحویل یک نفر برای شهادت را «دو روی یک سکه» می‌دانستند.: ix  در طول آزار و شکنجه بزرگ، «وقتی سربازان رومی تماس گرفتند، برخی از مقامات [کاتولیک] کتب مقدس، ظروف، و سایر کالاهای کلیسا را به جای خطر مجازات قانونی» برای چند اشیاء تحویل دادند.: ix  این همکارها به معامله‌گران معروف شدند. این اصطلاح در ابتدا به معنای کسی بود که یک شیء فیزیکی را تحویل می‌دهد، اما به معنای ": ix  مسیحیان آفریقای شمالی که سخت‌گیران معروف به دوناتیست‌ها بودند، همچنان از دولت روم خشمگین بودند وبه دلیل نیاز به خلوص کلیسایی، حاضر نشدند سخنرانان را به سمت‌های رهبری کلیسا بازگردانند. این رد به نوادگان محدثان نیز کشیده شد.: ix, x 
کاتولیک‌ها می‌خواستند تخته سنگ را پاک کنند و با دولت جدید سازگار شوند. همچنین دیدگاه‌های متفاوتی دربارهٔ غسل تعمید و برخی اعمال دیگر وجود داشت، اما آلن کامرون می‌گوید دوناتیسم یک بدعت واقعی با تفاوت در آموزه‌های مهم نبود، در عوض، این یک انشقاق بر سر تفاوت در اعمال بود.: xiv, 69 
در سال ۳۱۱، اسقف کارتاژ، منسوریوس، درگذشت. قرار بود دوازده اسقف منطقه جمع شوند و جانشینی را انتخاب کنند، اما در عوض، دوناتیست‌ها و کاتولیک‌ها، هر کدام یکی از خود را انتخاب کردند و هیچ‌کدام نامزد دیگری را نپذیرفتند.: xiv  سخت گیران ماژورینوس را انتخاب کردند که دوناتوس جانشین او شد و نام جنبش را به آن داد.
دوناتیست‌ها از کنستانتین درخواست کردند تا تصمیم بگیرد که اسقف واقعی کارتاژ چه کسی باشد.: xv  مسیحیان انتظار داشتند که کنستانتین داور همه اختلافات مذهبی باشد. این به سادگی بخشی از کار امپراتور بود.: xxiv  هارولد ای. دریک می‌گوید که «از زمان سلسله جویان، زمانی که دیوکلتیان امپراتوری را به‌عنوان امپراتوری صریحاً مبتنی بر حمایت الهی تأسیس کرد، فقدان اجماع در مورد مسائل مذهبی چیز کوچکی نبود».: 8  کنستانتین قبلاً شورایی در رم به رهبری پاپ میلتیادس تعیین کرده بوددر سال ۳۱۳ برای رسیدگی به موضوع دوناتیسم، و در سال ۳۱۴، او همچنین یک کمیسیون استیناف را منصوب کرد که در آرل تشکیل جلسه داد تا مشخص شود که چه کسی باید اسقف قانونی باشد. کمیسیون به نفع اسقف کاتولیک نتیجه گرفت. دوناتیست‌ها یافته‌های کمیسیون را رد کردند و از سازش خودداری کردند.: 67 
بنابراین، تیلی می‌گوید: «وظیفه امپراتوری و مذهبی کنستانتین شد» تحمیل پذیرش. کنستانتین با سرکوب متوسط تا شدید پاسخ داد.: xxiv  اولین داستان‌های شهید دوناتیست مربوط به سال‌های ۳۱۷ تا ۳۲۱ است. حفظ صلح بین بهشت و زمین.: xv  تیلی نشان می‌دهد که این پاسخی بود از سوی دولت به نیاز به نظم عمومی و همچنین پاسخی خاص رومی از نیاز امپراتور به حفظ pax deorum («خیرخواهی خدایان») - صلح بین بهشت و زمین - بود.: xxv 
جوزف برایانت، جامعه‌شناس، مناقشه دوناتیست‌ها را نقطه اوج فرایند پویایی یک فرقه تبدیل به کلیسا می‌داند.: 332  برایانت ادعا می‌کند که مسیحیت در قرن اول از یک «فرقه مسیحی حاشیه ای، تحت آزار و اذیت و تحقیر عمومی» به کلیسایی کاملاً نهادینه شده که قادر به پذیرش کل امپراتوری روم بود، در قرن سوم تغییر کرد.: 304  او توضیح می‌دهد که «اصل حاکم بر الگوی فرقه‌ای انجمن در دستگاه نهادی نیست، بلکه در تقدس شخصی اعضای آن است».: 320 ، از سوی دیگر، کلیسا سازمانی است که در آن قداست در نهاد یافت می‌شود تا فرد.: 306  برایانت برای تبدیل شدن به یک کلیسا می‌گوید: «مسیحیت باید بر بیگانگی خود از «جهان» غلبه می‌کرد و آزار و شکنجه را با موفقیت پشت سر می‌گذاشت، می‌پذیرفت که دیگر یک کلیسا پورا (فرقه‌ای از مقدسین و برگزیدگان) نبود، بلکه یک پیکره بود. «پرمیکسیدم» به معنی مختلط (permixtum،) یک کلیسای «کاتولیک» است که برای تغییر دین دسته‌جمعی طراحی شده و به‌طور نهادی دارای قدرت گسترده‌ای از فیض مقدس و رستگاری است».: 333 
بدون آنچه پیتر براون «تبدیل مسیحیت» به فرهنگ و آرمان‌های دنیای روم می‌خواند، براون می‌گوید کنستانتین هرگز تغییر دین نمی‌داد، اما این «تحول شگرف» بقای جنبش مذهبی حاشیه‌ای را نیز تهدید می‌کرد. به‌طور طبیعی منجر به تقسیمات، انشعابات و انحراف شد: 317, 320 . برایانت توضیح می‌دهد که «زمانی که افراد درون یک فرقه تشخیص می‌دهند که «روح» دیگر در بدن کلیسای اصلی ساکن نیست، «مقدسان و پاکان» معمولاً خود را مجبور می‌کنند – چه با اعتقاد یا اجبار – کنار بکشند و ضد کلیسای خود را تأسیس کنند.comprised of "بقیه جمع شده" برگزیدگان خدا": 317 
از آنجایی که کنستانتین بیش از یک تحقیق را در مورد مسائل دوناتیست‌ها دستور داده بود، و از آنجا که همه آنها در حمایت از آرمان کاتولیک حکم داده بودند، با این حال دوناتیست‌ها از تسلیم شدن به قدرت امپراتوری یا کلیسایی خودداری کردند، این دلیل کافی برای اقدام بود.: 332  کنستانتین اولین امپراتور در عصر مسیحی شد که گروه‌های خاصی از مسیحیان را مورد آزار و اذیت قرار داد. براون می‌گوید مقامات رومی در «خروج» کلیسای مسیحی که آنها را تهدیدی برای امپراتوری می‌دانستند تردیدی از خود نشان نداده‌اند، و کنستانتین و جانشینان او به همین دلایل، همین کار را کردند.: 74 
آزار و اذیت کنستانتین علیه این مسیحیان موفقیت آمیزتر از دیوکلتیان نبود و در سال ۳۲۱، کنستانتین شکست خود را پذیرفت و قوانین علیه دوناتیست‌ها را لغو کرد. برای ۷۵ سال بعد، هر دو حزب، اغلب مستقیماً در کنار یکدیگر، با صف دو اسقف برای همان شهرها وجود داشتند.: xv  این در نهایت منجر به مرحله دوم آزار و شکنجه شد، اما دوناتیست‌ها تا زمانی که ارتش‌های عربی شمال آفریقا را در سال‌های پایانی قرن هفتم تسخیر کردند، زنده ماندند.: 333 

#### آریانیسم و شورای نیقیه
اسقف جان کی تغییر دین کنستانتین و شورای نیقیه را که کنستانتین آن را ایجاد کرد، به عنوان دو مورد از مهم‌ترین اتفاقاتی که در تاریخ کلیسای مسیحی رخ داده‌است توصیف می‌کند.: 1  در طول سلطنت خود، دخالت کنستانتین با کلیسا تحت تضادهای فراوان آن بود که ارتدکس را در مقابل دگرگرایی و بدعت‌گذاری تعریف می‌کرد. میشل آر. سالزمن نشان می‌دهد که بدعت در مسیحیت برای اکثر مسیحیان قرن چهارم و پنجم، از جمله کنستانتین، اولویت بالاتری نسبت به پیگن‌ها داشت.: 861 
بدترین این بدعت‌ها، مناقشه ۵۶ ساله مناقشه آریان با بحث فرمول‌های تثلیثی بود. دوناتیسم یک «شیسم» بود (تفاوت‌ها بر سر شیوه‌ها بود نه دکترین) که از نظر جغرافیایی محدود به شمال آفریقا بود. از سوی دیگر، آریانیسم که توسط آریوس (۲۵۰/۲۵۶ – ۳۳۶) بنیانگذاری شده بود، به عنوان یک بدعت واقعی تلقی می‌شد: آریوس معتقد بود که پدر، پسر و روح‌القدس برابر نیستند و عیسی با پدر برابر نیست و در نتیجه کاملاً خدا نیست. اکثر مناقشات کلیسا در قرن چهارم و پنجم بر ماهیت مسیح و رابطه دقیق او با خدا و انسان متمرکز بود. برخلاف دوناتیسم، آریانیسم در بسیاری از امپراتوری، از جمله در میان قبایل ژرمنی، مانند ویزیگوت‌ها، که تازه در حال تغییر مذهب بودند، گسترش یافت.: 69 
در حالی که به‌طور کلی پذیرفته شده‌است که آریانیسم در سال ۳۱۸ آغاز شد، ویلیام تلفر می‌نویسد که تاریخ‌گذاری آغاز آن بسیار مشکل‌ساز است. کای می‌گوید که در اسکندریه، بین اسقف‌های آریوس و آتاناسیوس اسکندریه آغاز شد و به سرعت در مصر و لیبی و سایر استان‌های روم گسترش یافت.: 33  اسقف‌ها در مناقشه آریان به «جنگ لفظی» پرداختند و مردم به احزاب تقسیم شدند، در حالی که پیگن‌ها همهٔ آنها را به سخره گرفتند.: 5  ۵ در مرکز اختلافات آتاناسیوس بود که «قهرمان ارتدکس» در اسکندریه شد.: 28, 29, 31 
کنستانتین زمانی قبل از آخرین جنگ خود با لیسینیوس خبر درگیری را دریافت کرد و از آن به شدت مضطرب بود.: 23  پس از نامه‌نویسی بی‌ثمر و فرستادن اسقف‌های دیگر برای ترویج آشتی، کنستانتین از همه رهبران کلیسا خواست تا در سال ۳۲۵ در نیقیه در بیتینیا (در ترکیه کنونی) برای حل این مسئله گرد هم آیند.: 23  کنستانتین ریاست شورا را بر عهده داشت. کای به سوزومن اشاره می‌کند که می‌گوید کنستانتین با سخنرانی آغاز کرد که در آن اسقف‌ها را به عنوان دوستان و وزیران تشویق کرد تا درگیری را حل کنند و صلح را در آغوش بگیرند. سوزومن می‌گوید که اسقف‌ها بر این اساس در اتهامات متقابل به هم ریختند. کنستانتین میانجیگری می‌کرد، گاه به شدت تصحیح می‌کرد، متقاعد می‌کرد و ستایش می‌کرد و در نهایت آنها را به توافق رساند.: 33–36    نتیجه اعتقادنامه نیقیه بود که پنج اسقف از آن امتناع کردند. آنها برای مدتی تبعید شدند، سپس در نهایت بازگشتند. سپس آتاناسیوس در سال ۳۳۶ توسط آریایی‌ها از اسقف خود در اسکندریه برکنار شد، مجبور به تبعید شد و بسیاری از باقیمانده عمر خود را در چرخه ای از جابجایی اجباری گذراند، زیرا قدرت بین دو گروه به عقب و جلو رفت.: 28, 29, 31 
پس از مرگ کنستانتین این بحث سیاسی شد. آتاناسیوس در سال ۳۷۳ درگذشت، اما آموزه‌های ارتدکس او تأثیر عمده‌ای در غرب و بر تئودوسیوس، که در سال ۳۸۱ فرمانروایی شد، داشت.: 20  اعتقادنامه نیقیه به عنوان عقیده رسمی کلیسا باقی ماند.: 28, 29, 31 